# Kawasaki Ki-61 Hien
Kawasaki Ki-61 Hien (Japanska: 飛燕 "flygande svala"), av de allierade kallad Tony, var ett japanskt jaktflygplan från andra världskriget. Planet skiljde sig mycket från existerande japanska jaktplan när det introducerades. Medan andra japanska jaktplan vid denna tid hade luftkylda stjärnmotorer, låg vikt och extrem manöverbarhet, var Ki-61 konstruerad med en vattenkyld radmotor, optimerad för hastighet och kraft.
Den första av 12 prototyper stod klar i december 1941. Vid slutet av 1942 hade 30 plan färdigställts. 1943 deltog planet i sina första strider, vid Nya Guinea, och där visade det sig att det gav de allierade något att bita i. Allteftersom produktionen fortsatte dök planet upp överallt där japanska armén opererade. 
Trots att planet var mycket användbart i luften var det svårt att underhålla, speciellt så orsakade motorn problem. En förbättrad variant av planet dök upp tidigt 1944, men motorproblemen kvarstod och på grund av sinande lager av Ho-40 motorer avtog produktionstakten.
På grund av likheterna mellan Ki-61:an och Messerschmitt Bf 109 trodde de allierade att Ki-61:an bara var en licensbyggd Bf 109.

## Utveckling
Ki-61 designades av Takeo Doi i december 1940, efter ett anbud ritats upp på ett jaktplan som skulle byggas runt tyska flygmotorn Daimler-Benz DB 601A. Tanken var att DB 601-motorn skulle, under licens, serieproduceras i Japan under namnet Kawasaki Ha-40. Ki-61 var tänkt som ett jaktplan med adekvat beväpning, som skulle användas i en offensiv roll på låga till medelhöga höjder. Det första exemplaret döptes till "Arméns Jaktplan Typ 3" ( 三式戦闘機), och kunde flygas första gången i december 1941.
Beväpningen bestod av två synkroniserade 12,7 mm kulsprutor av modell Ho-103 placerade ovan motorn. I vingarna satt till en början 2 × 7,7 mm ksp, dessa uppgraderades relativt snabbt till 2 × 12,7 mm, och slutligen till 2 × 20 mm automatkanoner. 
Jämfört med existerande japanska jaktplan var Ki-61 utrustat med flera innovationer, så som självtätande bränsletankar och bepansring runt cockpit. Flera personer som besatt seniora positioner inom Kejserliga japanska arméns luftkårs tekniska avdelning (Koku Hombu) var skeptiska mot denna utrustning, eftersom det ledde till högre vikt. I dessa kretsar fanns en generell partiskhet till fördel för lätta, manöverbara jaktplan med lätt beväpning, som till exempel Ki-43 och Ki-27. Detta stod i kontrast mot Ki-61 som var ett tyngre, snabbare och större jaktplan med kraftfullare beväpning. 
För att bevisa planets duglighet anordnade Kawasaki flygtester, där en serie prototyper av modell Ki-61 jämfördes med Ki-43-I, Ki-44, en importerad Bf 109 E-7, en beslagtagen P-40E Warhawk samt en LaGG-3 (ankommen till Japan genom en sovjetisk avhoppare). Ki-61 visade sig vara mycket kapabel, snabbare än samtliga andra och mer manöverduglig än alla med undantag för Ki-43.

## Användning
När Ki-61 flög för första gången i december 1941, var DB 601-motorn redan på väg att bli föråldrad och jaktplansmotorer hade på andra håll i världen ersatts av motorer med effekt på över 1500 hk. 
Att serieproducera Ha-40 visade sig även vara svårare än man först hade räknat med. Japanerna hade svårt att hålla samma höga precisionsstandard vid motorkomponenttillverkningen som man hade i Tyskland, varför flera Ha-40-motorer visade sig vara opålitliga. Detta kombinerades med Japans svårighet att få tag i  det råmaterial och bränsle som krävdes för en relativt känslig högprestandamotor som Ha-40 (I slutändan skulle detta leda till Ki-100). Dessa motorproblem kom att leda till höga förluster utanför strid, vid en flygning mellan Truk och Rabaul förlorades 18 av 30 Ki-61 på grund av motorproblem. Trots detta visade sig Ki-61 vara ett kapabelt jaktplan i strid, och flera amerikanska piloter upptäckte att deras vanliga taktiker inte fungerade mot Ki-61. Att lägga planet i en dykning för att komma iväg från en fiende var en taktik som fungerade väl mot tidigare, lätta, japanska motståndare, exempelvis A6M Zero och Ki-43, men Ki-61 kunde utan problem hålla jämna steg med amerikanska jaktplan i dykningar. 
Vid denna tidpunkt i kriget hade dock Japan hamnat i en problematisk situation där de förlorade stora andelar av sina flygplan när dessa stod på marken. Under invasionen av Hollandia förlorades 174 av 200 japanska plan placerade vid Wewak, och de amerikanska bombräderna kom att intensifieras ännu mer under de kommande månaderna. Under 1942 påbörjades arbetet med att ytterligare förbättra planet, man omdesignade vingarna, satte en ny huv på cockpiten och försåg den med ny motor (Kawasaki Ha-140). Testflygningarna visade sig dock bli en mardröm, den nya motorn var mindre tillförlitlig än föregångaren och de nya vingarna höll inte. Vingproblemen rättades till genom att man gick tillbaka till den fungerande designen för Ki-61-I, motorproblemet lyckades man däremot inte lösa och i januari 1945 upphörde produktionen av Ha-140-motorn helt då USAF bombade motorfabriken. Kawasaki stod då med 275 flygkroppar som väntade på att få motorer installerade.  
Mot slutet av kriget kom Ki-61 även att ingå i kamikaze uppdrag. 

## Varianter
- Ki-61-I, första produktionsvarianten. Dess beväpning bestod av två 7,7 mm kulsprutor monterade i flygkroppen och två 12,7 mm kulsprutor monterade i vingarna.
  - Ki-61-Ia, undervariant till Ki-61-I där vingkulsprutorna bytts ut mot två 20 mm Mauser MG 151 kanoner.
  - Ki-61-Ib, undervariant till Ki-61-I där beväpningen bestod av fyra 12,7 mm kulsprutor.
  - Ki-61-Ic, förbättrad variant av Ki-61-I, konstruktionen har förenklats och förstärkts. Till förändringarna hör att bakre landningshjulet inte är infällbart och att bakre flygkroppen är löstagbar.
  - Ki-61-Id, variant där de två 20 mm kanonerna hos Ki-61-Ic bytts ut mot två 30 mm Ho-105 kanoner.
- Ki-61-II, förbättrad variant av Ki-61-I där vingarna fick större yta och cockpiten en annan huv för att öka pilotens synfält. Motorn byttes också ut mot den kraftfullare Kawasaki Ha-140 på 1 119 kW (1 500 hk).
  - Ki-61-IIa, första produktionsvarianten av Ki-61-II. Beväpningen bestod av två 12,7 mm kulsprutor i flygkroppen och två 20 mm Ho-5 kanoner i vingarna.
  - Ki-61-IIb, andra produktionsvarianten av Ki-61-II. Beväpningen bestod uteslutande av fyra 20 mm Ho-5 kanoner.
- Ki-61-III, variant där bakre flygkroppen har sänkts så att piloten även kan se bakom sig. Endast en prototyp hann färdigställas.